# Збройні сили Монако

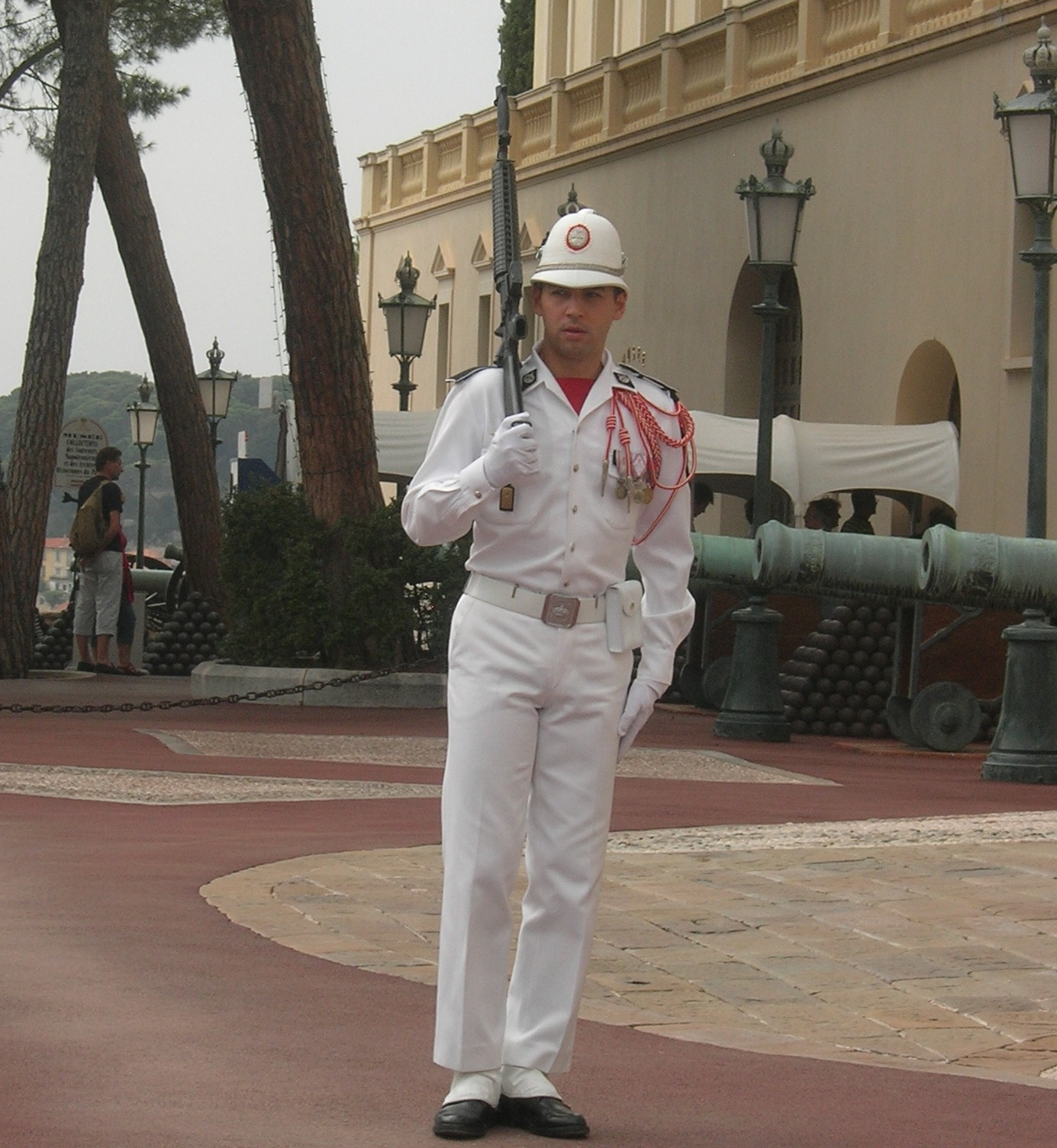
Член збройних сил Монако в караулі у палаці принца.

Князівство Монако, яке є другою найменшою у світі державою (після Держави-міста Ватикану), має дуже обмежені військові можливості й повністю залежить від свого більшого сусіда, Франції, для захисту від спроб агресії світових держав. Загалом у збройних силах Монако служить 255 солдатів (не включаючи цивільних працівників, поточна кількість яких становить 35), що робить їх третіми найменшими у світі (після Антигуа і Барбуда та Ісландії).

## Військові звання
Структура звань збройних сил Монако великою мірою базується на структурі звань французької армії.
Солдати та унтерофіцери просуваються крізь 9 звань:
- Carabinier Deuxième Classe (рядовий другого класу)
- Carabinier Première Classe (рядовий першого класу)
- Brigadier (капрал)
- Maréchal de Logis (сержант)
- Maréchal de Logis Chef (Штаб сержант)
- Maréchal de Logis Major (Сержант-майор)
- Adjutant (Ворент-офіцер)
- Adjutant Chef (старший ворент-офіцер)

Офіцери просуваються крізь шість звань, а саме: підлейтенант, лейтенант, капітан, командант, лейтенант полковник, полковник.